# TAI T625 Gökbey
O TAI T625 Gökbey é um helicóptero de dois motores turboeixo multipropósito leve que está em desenvolvimento pela empresa turca Turkish Aerospace Industries desde 2013.